# Saccorhytus coronarius
Saccorhytus coronarius — викопна тварина з підрозділу двобічно-симетричних тварин Вториннороті (Deuterostomia). Жила 540 мільйонів років тому. Вважається першою твариною з двобічною симетрією, ймовірним пращуром риб та інших двобічно-симетричних тварин, у тому числі й людини. Відома по скам'янілому відбитку знайденим у провінції КНР Шеньсі.

## Будова
Тварина схожа на мініатюрний мішечок з помітним ротом та без анусу. З обох боків від роту помітні отвори, які можливо були зародками зябер.

## Поширення та середовище існування
Saccorhytus coronarius жив серед піску на дні моря в ранньому Кембрійському періоді.